# Rhaphuma atrosignata
Rhaphuma atrosignata är en skalbaggsart som beskrevs av Maurice Pic 1925. Rhaphuma atrosignata ingår i släktet Rhaphuma och familjen långhorningar. Inga underarter finns listade i Catalogue of Life.